# Syriens ambassad i Stockholm
Syriens ambassad i Stockholm är Syriens beskickning i Sverige. Ambassaden öppnade 2001 och ligger på Vendevägen 90 i Danderyd.

## Beskickningschefer
| Namn                  | Period    | Funktion   |
| --------------------- | --------- | ---------- |
| Adnan Omran           | 1974–1980 | Ambassadör |
| ?                     | ????–2004 | Ambassadör |
| Mohammad Bassam Imadi | 2005–2008 | Ambassadör |
| Ayman Alloush         | 2008–2011 | Ambassadör |
| Milad Atieh           | 2011–     | Ambassadör |